# Hetzenmühle (Marktrodach)
Hetzenmühle ist eine Wüstung auf dem Gemeindegebiet des Marktes Marktrodach im Landkreis Kronach (Oberfranken, Bayern).

## Geographie
Der Einöde lag auf einer Höhe von 323 m ü. NHN am rechten Ufer der Rodach 0,7 km südlich von Unterrodach.

## Geschichte
Gegen Ende des 18. Jahrhunderts gehörte Hetzenmühle zu Unterrodach. Das Hochgericht übte das Seniorat von Redwitz im begrenzten Umfang aus. Es hatte ggf. an das bambergische Centamt Kronach auszuliefern. Das Seniorat von Redwitz war zugleich Grundherr der Hetzenmühle.
Mit dem Gemeindeedikt wurde Hetzenmühle dem 1808 gebildeten Steuerdistrikt Unterrodach und der 1818 gebildeten Ruralgemeinde Unterrodach zugewiesen. Auf einer topographischen Karte von 1967 wurde der Ort letztmals verzeichnet. Heute befindet sich an ihrer Stelle ein Gewerbegebiet.

### Einwohnerentwicklung
| Jahr      | 001818 | 001861 | 001871 | 001885 | 001900 | 001925 | 001950 | 001961 |
| Einwohner |        | 9      | 5      | 9      | 5      | 0      | *      | *      |
| Häuser    | 1      |        |        | 1      | 1      | 1      | *      | *      |
| Quelle    | [ 3 ]  | [ 7 ]  | [ 8 ]  | [ 9 ]  | [ 10 ] | [ 11 ] | [ 12 ] | [ 13 ] |

## Religion
Der Ort war ursprünglich evangelisch-lutherisch und nach St. Andreas (Seibelsdorf) gepfarrt. Seit der Gründung der Pfarrei St. Michael (Unterrodach) am 31. März 1804 waren die Lutheraner dorthin gepfarrt.

## Weblink
- Hetzenmühle in der Ortsdatenbank des bavarikon, abgerufen am 20. August 2021.